# Alexander Nikolajewitsch Beljajew
Alexander Nikolajewitsch Beljajew (russisch Александр Николаевич Беляев; * 5. Apriljul. / 17. April 1816greg. in Moskau; † 24. Januarjul. / 5. Februar 1863greg. in St. Petersburg) war ein russischer Bildhauer.

## Leben
Beljajew besuchte in Moskau die Stroganow-Zeichenschule mit Abschluss 1833 und studierte ab 1834 in St. Petersburg in der Kunstklasse der Kaiserlichen Akademie der Künste. 1840–1843 war er Schüler Iwan Witalis und Peter Clodts. 1841 erhielt Beljajew von der Akademie die kleine Silbermedaille für die Skulptur eines Wasser aus einem Bach trinkenden Jungen. Um den Titel eines Freien Künstlers der Bildhauerei zu erhalten, schuf er 1843, betreut von Iwan Witali, eine Büste des Akademie-Konferenzsekretärs Wassili Grigorowitsch.
1847 erhielt Beljajew für die Büste Iwan Aiwasowskis ein Lob der Akademie. Um die Würde eines Akademikers zu erlangen, schuf Beljajew die Statue des jungen David nach dem Sieg über Goliat in natürlicher Größe und stellte sie 1848 dem Rat der Akademie vor, der sie noch nicht für genügend vollendet hielt. Ein Jahr später nach Überarbeitung wurde Beljajew zum Akademiker ernannt. Die Statue wurde von der Akademie dem Kaiser-Alexander-III.-Museum der schönen Künste übergeben und befindet sich gegenwärtig im Russischen Museum.
1857 wurde Beljajew Restaurator der Eremitage.

## Werke (Auswahl)

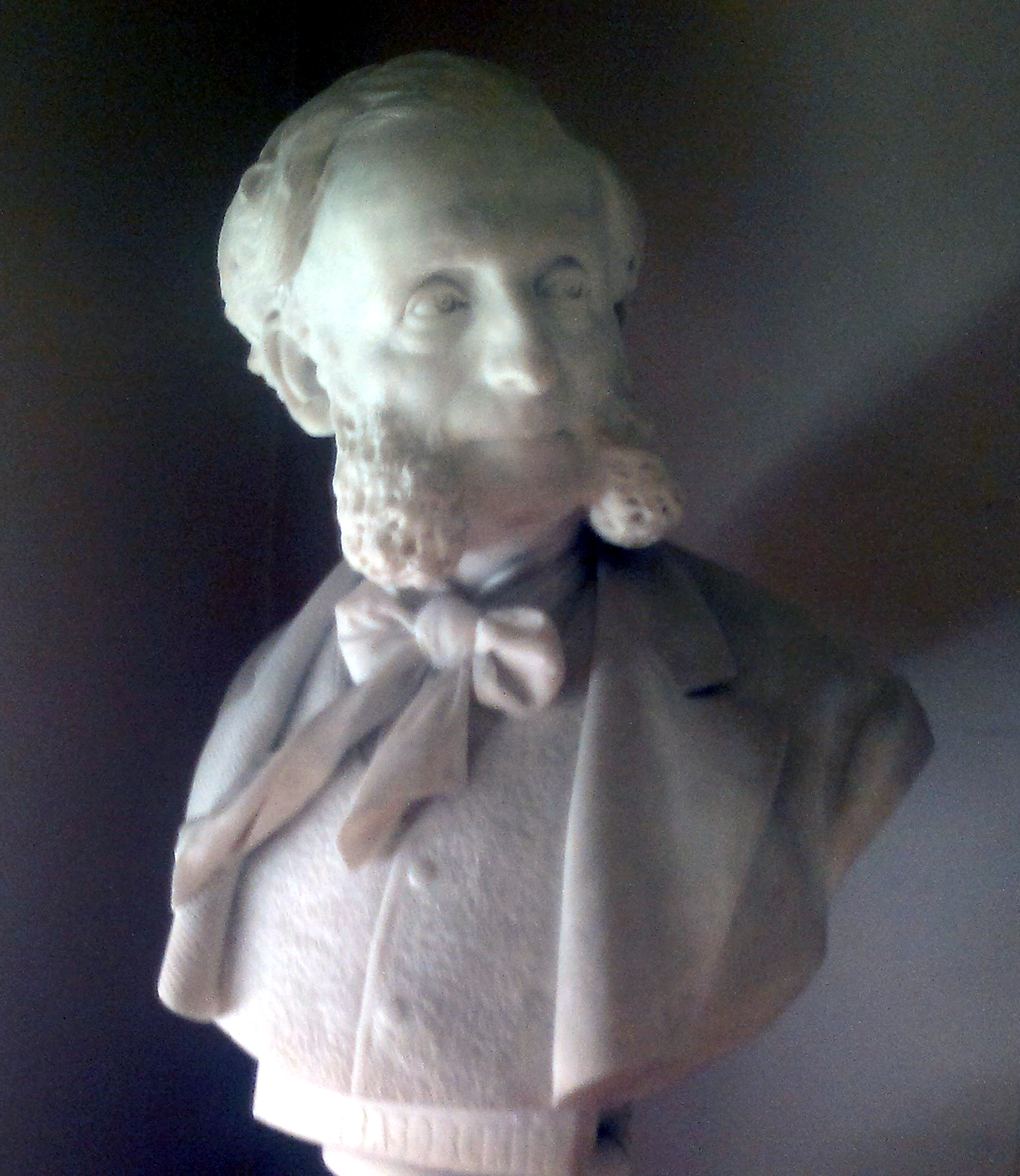
Iwan Aiwasowski (1841), Russisches Museum
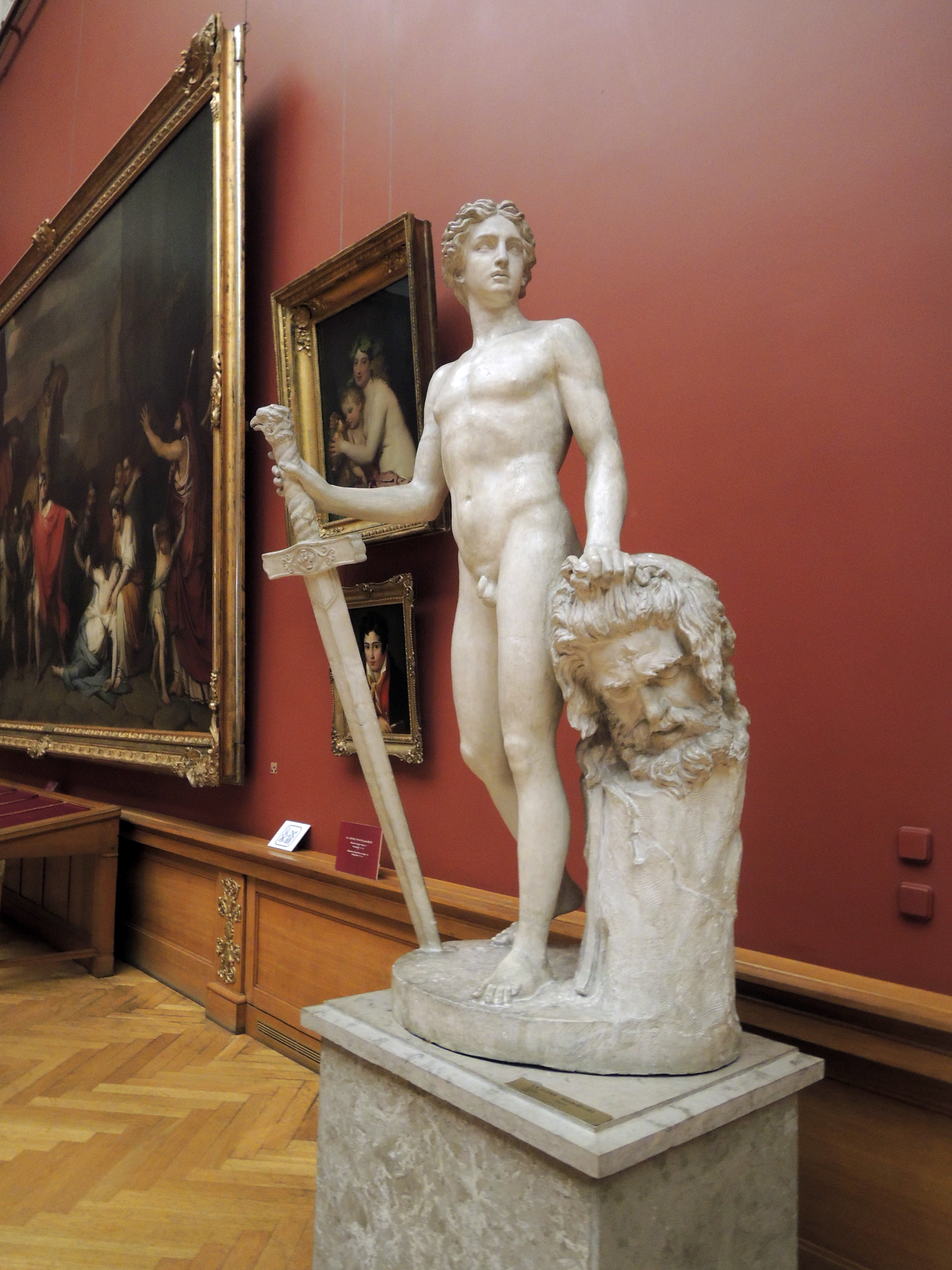
David (1849), Russisches Museum
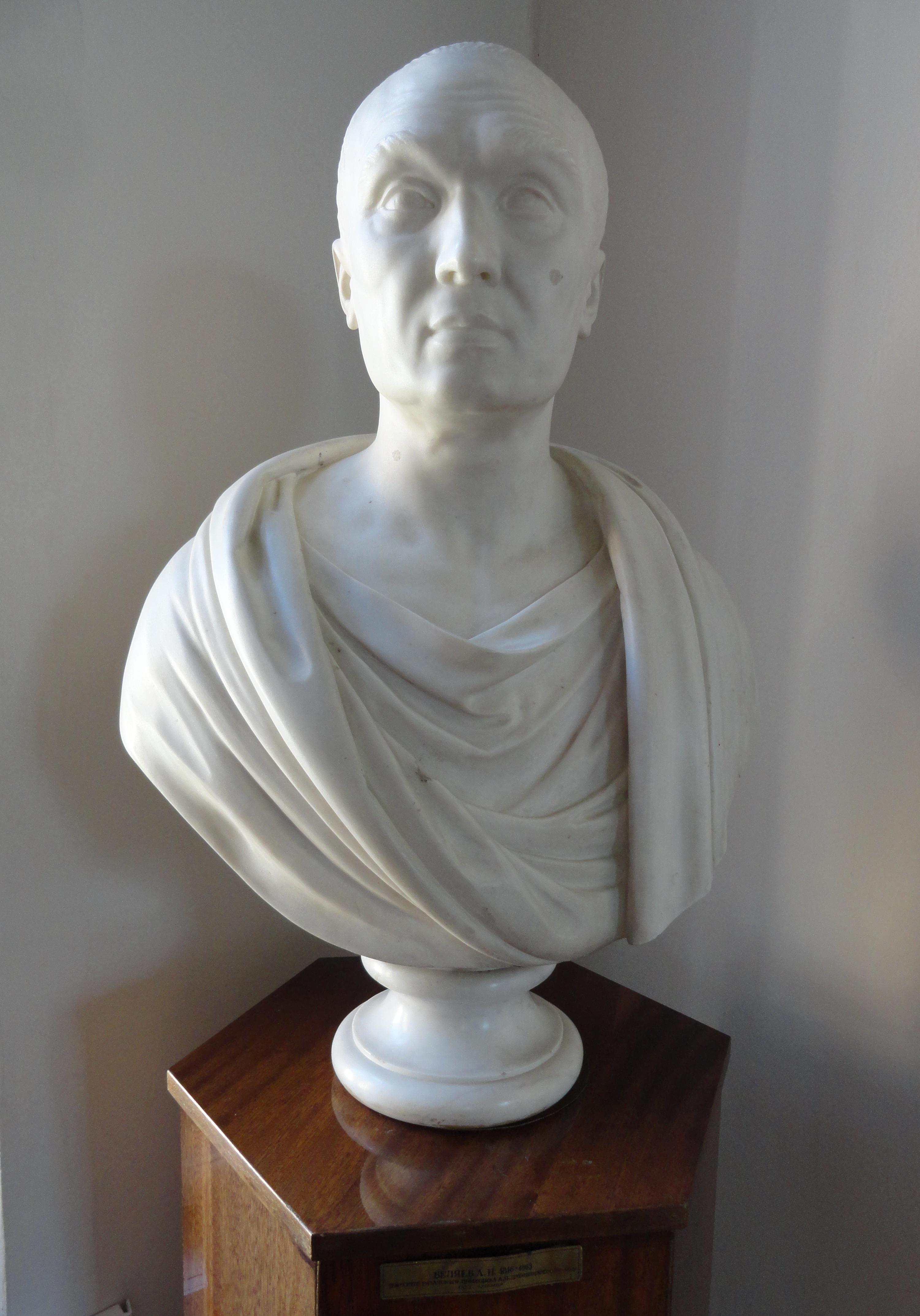
Grundherr A. P. Dubowizki (1852), Kunstmuseum Rjasan